# Salga Aguda
La Salga Aguda és una muntanya de 1.172 metres que es troba al municipi de la Quar, a la comarca catalana del Berguedà.
Aquest cim està inclòs al llistat dels 100 cims de la FEEC.